# BrowseAloud
BrowseAloud est un logiciel de synthèse vocale créé par l'entreprise nord-irlandaise Texthelp Systems.
BrowseAloud est un acteur majeur de l'accessibilité en ligne au niveau mondial. BrowseAloud équipe actuellement plus de 6000 sites Web dans le monde et est utilisé par plus de 3 millions de personnes.
BrowseAloud peut lire tous les contenus accessibles sur un site Web, ce qui inclut les documents PDF, Word (et ce dans leurs formats originaux), les formulaires et les pages Web sécurisées. Le service utilise des voix locales de haute qualité ce qui permet une lecture des documents, intranet et pages Web en toute sécurité (aucune information n'est transmise à un serveur Web).

## L'accessibilité sur le web
Le problème de l'accessibilité du Web est de plus en plus d'actualité. Le débat n'est pas anodin lorsqu'on considère l'importance croissante de l'Internet dans la vie quotidienne et professionnelle.
Le nombre de personnes concernées par la question d'accessibilité est important. Aujourd'hui en France :
- 3.1 millions de Français sont en situation d'illettrisme[2] ;
- entre 6 et 8 % de la population française est concernée par des troubles du langage et de l'apprentissage, par exemple la dyslexie. En France, plus de 4 millions de personnes sont touchées par ces troubles[3] ;
- environ 1.5 million de personnes en France présentent une déficience visuelle légère à modérée[4].

La législation française sur l'accessibilité du Web :
- La mise en application de l'article 47 de la loi du 11 février 2005 sur l'égalité des chances. Cette loi stipule l'obligation de conformité des sites internet publics à des normes d'accessibilité[5].
- La publication le 14 mai 2009 du décret d'application de la loi du 11 février 2005 concernant les sites web des services de l’État et des collectivités. Ce décret dispose que les sites Web qui étaient déjà en ligne à la date de publication du décret (le 14 mai 2009) ont jusqu'au 14 mai 2012 pour se mettre en conformité[5].

## Les avantages deBrowseAloud
BrowseAloud est un logiciel aussi bien pour le propriétaire du site Web que l'utilisateur du service. Il est gratuit pour ses utilisateurs, simple (toute mise à jour du site ou modification est automatiquement prise en compte par Browseloud), et complet (sont disponibles aussi un outil de traduction, un masqueur d'écran ou encore un créateur de MP3).

## Quelques exemples de sites Web accessibles avecBrowseAloud
- Journal Le Monde
- Google France
- Larousse
- Wikipédia